# 토르스텐 암프트
토르스텐 암프트Torsten Amft, 1971년 1월 14일, 라이프치히 ~ )은 독일의 패션 모델, 패션 디자이너, 패션 아티스트이다.

## 약력
토르스텐 암프트 독일 ((베를린)) 모델은 17 세입니다, 작품에 대한 헬무트 뉴튼(Helmut Newton)와 지아니 베르사체(Gianni Versace) 등의 영향을 받아 패션 디자이너가 되기 위해.
서 취리히 (스위스) 유학을 갔다. 점포 운영 뉴욕, 베를린과 도쿄.

## 수상 경력
원, 2000년, 미국의 패션 LEXTON에 상금 맨해튼.

## 참조
유럽에서 가장 큰 오픈 - 공기 패션 디자이너가되어 축제의 예술 감독 Amft 몇 년간, 글로벌 패션 축제.
세계 Amft 그의 거대한 모델을 통해 유명 해졌다.
한 모델이 27일(이하 현지 시간) 독일에서 열린 ‘2009 베를린 패션위크’ 개막 기념 패션쇼에서 디자이너 토르스텐 암프트(Torsten Amft)의 의상을 선보이고 있다.